# Belezas do Brasil
Belezas do Brasil é um concurso de beleza feminino de nível nacional que elege candidatas de diversos Estados do País, para que estas disputem diversos concursos internacionais em nome do Brasil. Hoje denominado "Belezas do Brasil", o certame realizado pela empresa Casting Misses já foi intitulado de "Miss Intercontinental Brasil" (de 2014 a 2016) e "Beleza Casting Misses" (utilizado somente na edição de 2017). O objetivo é selecionar as representantes oficiais do Brasil para disputas como Miss Intercontinental,  Face of Beauty International, Miss Global, entre outros.

## Vencedoras
Abaixo, as últimas vencedoras da competição:
| Ano  | Representante         | Estado            | Local do evento                                 | Ref.  |  |
| ---- | --------------------- | ----------------- | ----------------------------------------------- | ----- |  |
| 2014 | Janayna Figueiredo    | Amazonas          | —                                               | [ 1 ] |  |
| 2015 | Lilioze "Lily" Amaral | Minas Gerais      | Teatro "Paiol Cultural", São Paulo              | [ 2 ] |  |
| 2016 | Sabrina Sancler       | São Paulo         | Teatro "Eleazar de Carvalho", Itu               | [ 3 ] |  |
| 2017 | Bárbara Vitorelli     | Paraná            | Teatro "Clara Nunes", Diadema                   | [ 4 ] |  |
| 2018 | Juliana Soares        | Amazonas          | Teatro "Lauro Gomes", São Bernardo              | —     |  |
| 2019 | Kissia Oliveira       | Pará              | Teatro "Lauro Gomes", São Bernardo              | —     |  |
| 2020 | Sabrina Peretto       | Rio Grande do Sul | —                                               | —     |  |
| 2021 | Hosana Gomes          | Pernambuco        | Terra Brasilis Praia Hotel, Natal               | [ 5 ] |  |
| 2022 | Nathalia Prazeres     | Mato Grosso       | Teatro Casa da Ribeira, Natal                   |       |  |
| 2023 | Isabela Fernandes     | Minas Gerais      | Teatro Alberto Maranhão, Natal                  |       |  |
| 2024 | Ana Henrich           | Santa Catarina    | Teatro Municipal de São Gonçalo, Rio de Janeiro | [ 6 ] |  |

### Conquistas Por Estados
| Estado            | Qtde | Vitórias   |
| ----------------- | ---- | ---------- |
| Amazonas          | 2    | 2014, 2018 |
| Minas Gerais      | 2    | 2015, 2023 |
| Santa Catarina    | 1    | 2024       |
| Mato Grosso       | 1    | 2022       |
| Pernambuco        | 1    | 2021       |
| Rio Grande do Sul | 1    | 2020       |
| Pará              | 1    | 2019       |
| Paraná            | 1    | 2017       |
| São Paulo         | 1    | 2016       |

## Histórico

### Miss Brasil Intercontinental
Existiram pelo menos cinco coordenações distintas envolvidas com as indicações brasileiras no certame de Miss Intercontinental. A primeira de que se tem registro foi o diretor do Miss Brasil Globo, Danilo D'Ávila. A partir de 1997 a Coordenação do Miss Brasil Oficial, através do Boanerges Gaeta, foi responsável pelo envio das candidatas, assim como para o Miss Universo, Miss Mundo e Miss Internacional. Entre 2001 e 2002 essa responsabilidade passou para os organizadores do Beleza Brasil - Vânea Rabelo -, que também eram conhecidos por realizarem a disputa que levava a melhor candidata brasileira ao Miss Terra. De 2003 a 2012 o cargo volta-se para a Look Top Beauty comandada pelo mineiro José Alonso Dias, que promoveu por muitos anos o concurso de Miss Minas Gerais versão Miss Universo. Até 2014 nenhum concurso foi realizado para a escolha da brasileira, até que essa tarefa foi incumbida pela Organização Casting Misses, que se propôs a eleger a melhor candidata, via concurso para a competição internacional.

### Vitórias
A primeira participação e vitória brasileira no Miss Intercontinental foi em 1971 com a carioca Jane Vieira Macambira. Após sua eleição, o Brasil só mandou representante em 1976 com a brasiliense Cléia Maria de Jesus. Quanto às outras vitórias, a segunda veio cinco anos depois, com a goiana Cristiane Lisita Passos e a terceira e última, até então, foi conquistada pela carioca Janaína Vizeu Berenhäuser Borba em 1998. Atualmente, Cristiane é pesquisadora numa Universidade na Europa e Janaína, (hoje conhecida como Jana Ina Zarrella) é  modelo, estilista e apresentadora de sucesso na TV alemã.
Até chegar ao que hoje se denomina "Miss Intercontinental", o certame passou por diversas reformulações. O primeiro concurso de que se tem registro na história da competição ocorreu em 1971 em Aruba, sob o nome de Miss Teenage Peace International, onde permaneceu até o ano de 1974. Em 1975 o certame recebe o nome de Miss Teenage Intercontinental e é realizado até 1978 também naquele País. Entre 1979 e 1981, o concurso ganha o título de Miss Teen Intercontinental. A mudança de nome definitiva só veio em 1982, quando recebe pela primeira vez o nome que hoje corresponde à disputa. De 1993 até 2003 era realizado exclusivamente na Alemanha, até que a partir daquele ano, começou a se deslocar para diversas nações, conforme a sua coordenação ia mudando.

## Desempenho do Brasil
O concurso nacional envia as candidatas brasileiras para as seguinte disputas:

### Miss Brasil Intercontinental
As representantes brasileiras ao Miss Intercontinental:

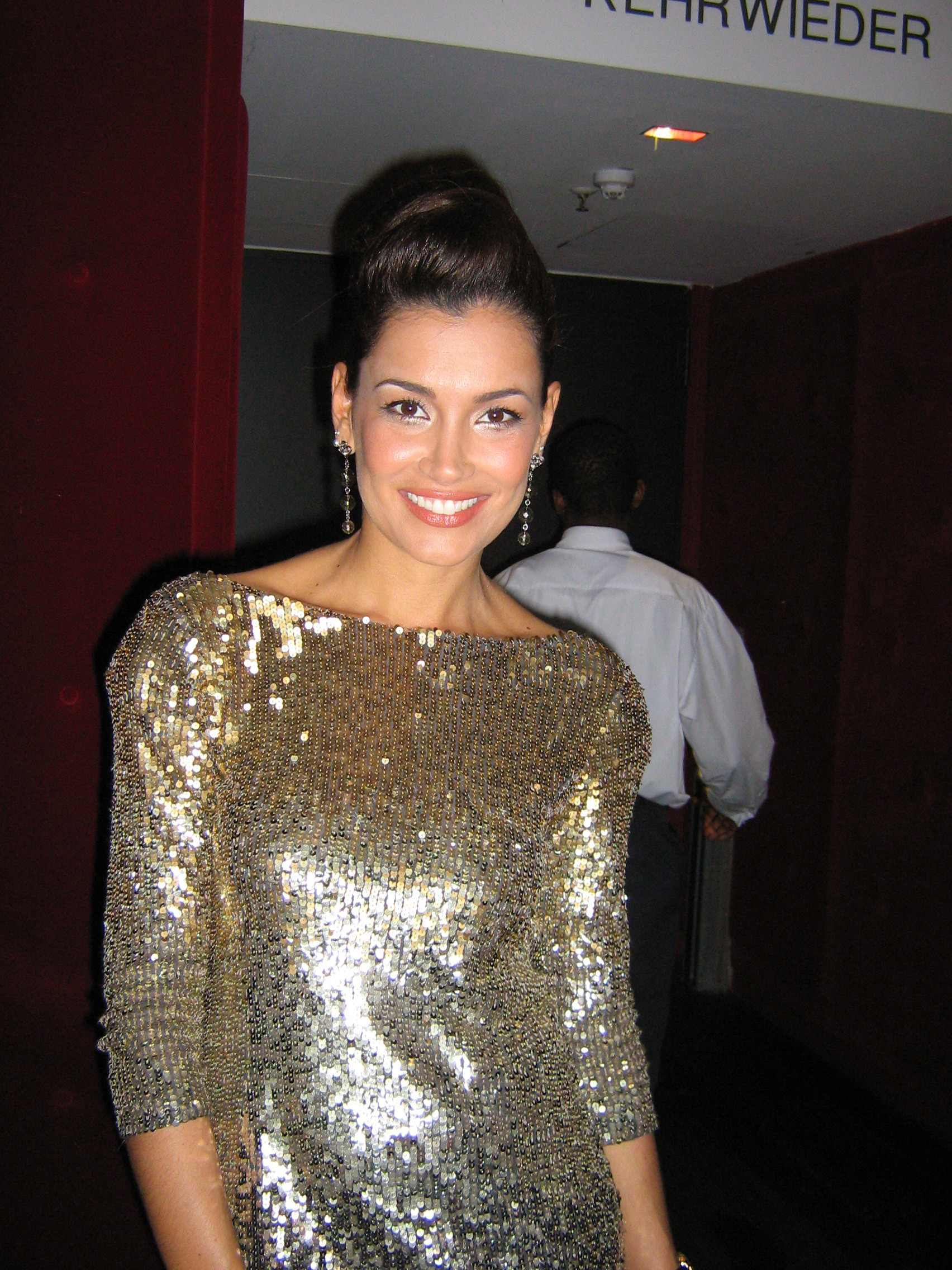
A Miss Rio de Janeiro de 1997 Janaína Berenhauser, mais conhecida na Alemanha como Jana Ina Zarrella, onde é apresentadora e modelo.

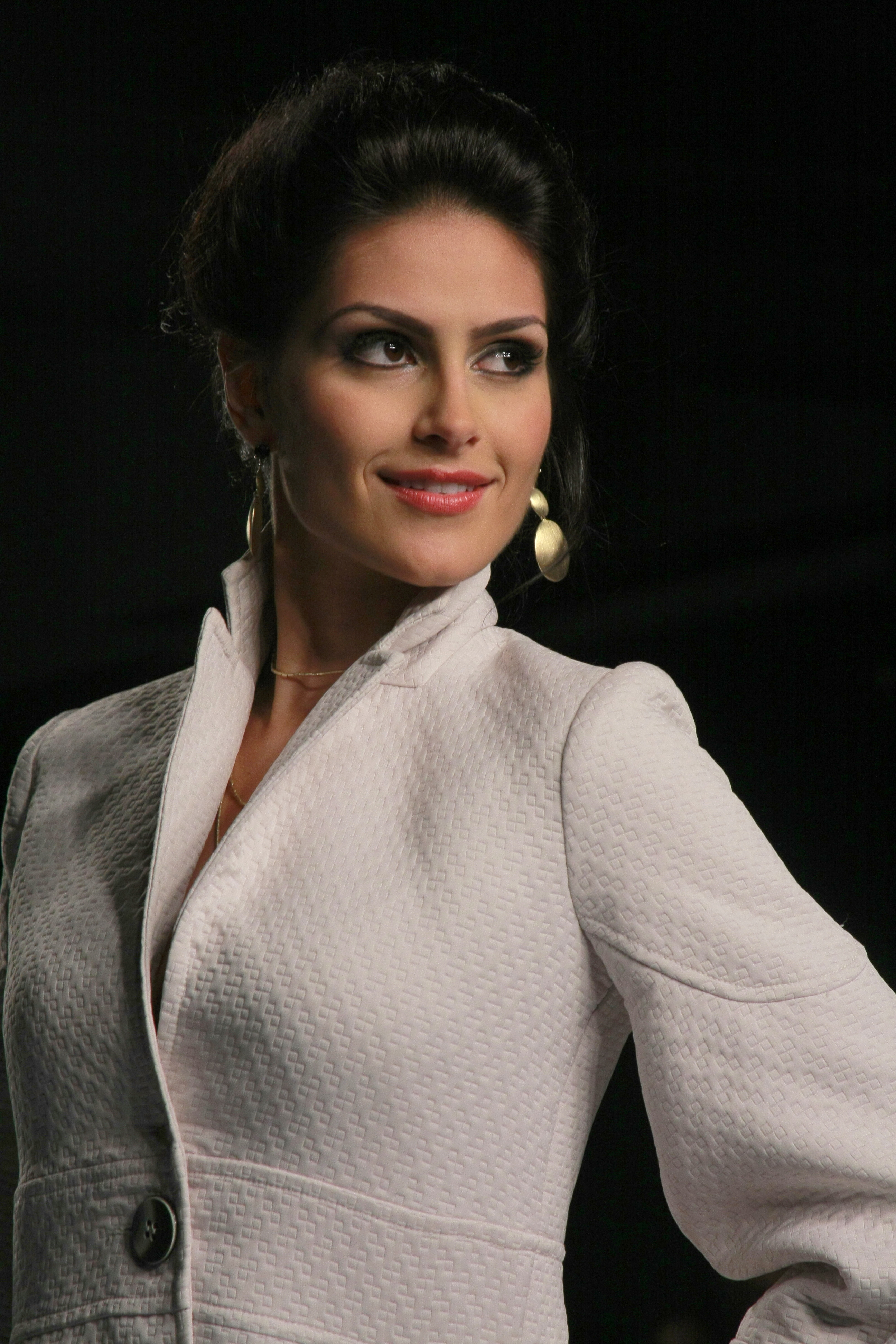
Miss Intercontinental Brasil 2006, Natália Guimarães de Minas Gerais. Posteriormente Miss Brasil 2007 e Vice-Miss Universo 2007.

| Ano  | Representantes              | Estado            | Classificação          |
| ---- | --------------------------- | ----------------- | ---------------------- |
| 1972 | Jane Vieira Macambira       | Rio de Janeiro    | MISS INTERCONTINENTAL  |
| 1976 | Cléia Maria de Jesus        | Rio de Janeiro    |                        |
| 1978 | Stella Maris Monteiro       | Rio de Janeiro    |                        |
| 1981 | Cristiane Lisita Passos     | Goiás             | MISS INTERCONTINENTAL  |
| 1982 | Márcia Cristine Macêdo      | Rio de Janeiro    | 5º. Lugar              |
| 1983 | Rejane Heiden Monser        | Rio Grande do Sul | 4º. Lugar              |
| 1995 | Tatiane Possebom            | Rio Grande do Sul |                        |
| 1997 | Fábia Haffermann            | Santa Catarina    |                        |
| 1998 | Janaína Berenhäuser         | Rio de Janeiro    | MISS INTERCONTINENTAL  |
| 1999 | Alessandra Santos Corrêa    | Rio de Janeiro    | Semifinalista (Top 10) |
| 2000 | Caroline Alves da Silva     | Rio de Janeiro    |                        |
| 2001 | Débora de Araújo Daggy      | Pernambuco        |                        |
| 2002 | Fabíola Maretto Effgen      | Espírito Santo    | Semifinalista (Top 12) |
| 2003 | Rafaella Tinti Borja Pinto  | Minas Gerais      | Semifinalista (Top 12) |
| 2004 | Carla Cristina Seixas Lara  | Minas Gerais      | Semifinalista (Top 12) |
| 2005 | Andrea Lopes de Andrade     | Minas Gerais      | Semifinalista (Top 16) |
| 2006 | Natália Aparecida Guimarães | Minas Gerais      | Semifinalista (Top 12) |
| 2007 | Marcela de Almeida Duarte   | Minas Gerais      | 4º. Lugar              |
| 2008 | Vanessa Cristina de Morais  | Minas Gerais      | Semifinalista (Top 15) |
| 2009 | Camila Brant Gonçalves      | Minas Gerais      |                        |
| 2010 | Bruna Saccol Jaroceski      | Rio Grande do Sul |                        |
| 2011 | Luísa de Almeida Lopes      | Distrito Federal  |                        |
| 2012 | Priscilla Martins Alves     | Minas Gerais      |                        |
| 2014 | Janayna Figueiredo Corrêa   | Amazonas          | Semifinalista (Top 16) |
| 2015 | Lilioze Mendonça Amaral     | Minas Gerais      |                        |
| 2016 | Sabrina Sancler Teles       | São Paulo         |                        |
| 2017 | Amanda Cardoso              | Santa Catarina    | 4º. Lugar              |
| 2018 | Flávia Pólido               | São Paulo         |                        |
| 2019 | Valéria Christie            | Pará              |                        |
| 2021 | Sarah Chinikoski            | Amazonas          |                        |
| 2022 | Cecília Almeida             | Piaui             | 3º. Lugar              |
| 2023 | Angela Poncio               | Paraná            |                        |
| 2024 | Maria Clara Ahl             | Minas Gerais      | Semifinalista (Top 22) |
| 2025 | Lycia Ribeiro               | Amapá             | TBA                    |

#### Observações
1. O concurso internacional existia desde 1971, mas o país só começou a participar em 1972.
2. Após a sua entrada, não houve participação brasileira nos anos de: 1977, 1979, 1980, 1993, 1994, 1996 e 2013.

#### Premiações especiais
- Miss Intercontinental América do Sul: Vanessa Guimarães (2008), Amanda Cardoso (2017) e Cecília Almeida (2022)

- Melhor Traje Típico: Márcia de Carvalho (1982)

- Melhor em Traje de Banho: Fabíola Effgen (2002)

- Melhor em Traje de Noite: Carla Seixas Lara (2004)

- Miss Melhor Passarela: Janayna Figueiredo (2014) [8]

- Melhor Corpo: Fabíola Effgen (2002) e Rafaella Tinti Borja (2003)

- Miss Fotogenia: Márcia de Carvalho (1982) e Natália Guimarães (2006)

### Top Model Brasil
Abaixo, as representantes brasileiras ao título de Top Model of the World.
| Ano  | Vencedoras                   | Estado              | Classificação          | Ref. |
| ---- | ---------------------------- | ------------------- | ---------------------- | ---- |
| 1997 | Cris Tomaszeck               | Paraná              | 2º. Lugar              |      |
| 1998 | Jaqueline Amâncio            | Paraná              |                        |      |
| 1999 | Francine Eickemberg          | Santa Catarina      | Semifinalista (Top 10) |      |
| 2000 | Lucimara Fernandes           | Distrito Federal    |                        |      |
| 2002 | Renata Medrado               | Mato Grosso do Sul  |                        |      |
| 2003 | Tâmara Raíssa Faria          | Minas Gerais        |                        |      |
| 2004 | Kátia Cardoso Pereira        | Minas Gerais        |                        |      |
| 2005 | Maiane dos Santos Junco      | Minas Gerais        | Semifinalista (Top 10) |      |
| 2007 | Natália Aparecida Guimarães  | Minas Gerais        | Renunciou              |      |
| 2008 | Luciana de Oliveira Pinheiro | Pernambuco          | 4º. Lugar              |      |
| 2009 | Débora Moura Lyra            | Espírito Santo      | TOP MODEL 2009         |      |
| 2010 | Naiara Lúcia Dornelas        | Minas Gerais        |                        |      |
| 2011 | Juliete Beraldo de Pieri 3   | Mato Grosso         | Semifinalista (Top 15) |      |
| 2012 | Kelly Fonsêca Rodrigues      | Rio Grande do Norte | Semifinalista (Top 15) |      |
| 2015 | Stephany "Pim" Souza Silva   | Espírito Santo      | 4º. Lugar              |      |
| 2016 | Emanuelle Costa Assunção     | Pará                | 4º. Lugar              |      |
| 2017 | Ana Cecília Cândida de Moura | Minas Gerais        |                        |      |
| 2018 | Hosana Angélica Elliot Murta | Rio de Janeiro      | 5º. Lugar              |      |
| 2018 | Sarah Stefani Chinikoski 4   | Amazonas            | Semifinalista (Top 16) |      |
| 2019 | Beatriz Fernanda da Silva    | São Paulo           |                        |      |
| 2010 | Karina Silva de Azevêdo      | São Paulo           | Semifinalista (Top 15) |      |
| 2022 | Patrícia Padilha             | Rio Grande do Sul   | Semifinalista (Top 15) |      |
| 2023 | Gabriela Martires Coelho     | Pará                |                        |      |
| 2026 | TBA                          | TBA                 |                        |      |

1. Não houve concurso internacional nos  anos de 2006 e 2020.
2. Sarah Chinikoski representou a "Amazônia" no certame internacional.

### Premiações especiais
- Melhor Corpo: Juliete de Pieri (2011) e Karina Azevedo (2020)

- Miss Globo: Juliete de Pieri (2011) e Stephany Pim (2015)

- Top Model Sul-Americana: Luciana Oliveira (2008)

- Melhor Traje Típico: Stephany Pim (2015)

- Melhor em Traje de Gala: Stephany Pim (2015)

### Queen Beauty Brasil
As representantes brasileiras ao Queen Beauty Universe:
| Ano  | Representantes   | Estado         | Classificação | Ref.   |
| ---- | ---------------- | -------------- | ------------- | ------ |
| 2015 | Natália Oliveira | São Paulo      |               | [ 12 ] |
| 2016 | Nabila Furtado   | Espírito Santo |               | [ 13 ] |
| 2017 | Juliana Salgado  | Pará           | 2º. Lugar     | [ 14 ] |
| 2018 | Valéria Christie | Pará           |               |        |

1. O concurso foi extinto no ano de 2019

### Face of Beauty Brasil
As representantes brasileiras ao  Face of Beauty International:
| Ano  | Representantes      | Estado            | Classificação | Ref. |  |
| ---- | ------------------- | ----------------- | ------------- | ---- |  |
| 2013 | Thaisi Dias Pinto   | Rondônia          |               | —    |  |
| 2018 | Amanda Cordoni      | Minas Gerais      | Top 20        | —    |  |
| 2019 | Sabrina Peretto     | Rio Grande do Sul | 5º. Lugar     | —    |  |
| 2023 | Caroline Tozaki     | São Paulo         | VENCEDORA     |      |  |
| 2024 | Maria Clara Romeiro | Alagoas           |               |      |  |
| 2025 | Hellena da Fonseca  | Minas Gerais      | TBA           |      |  |

#### Prêmio especial
- Miss Fotogenia: Thaisi Dias (2013)
- Melhor em traje de gala: Carol Tozaki (2023)
- Face of beauty America's: Carol Tozaki (2023)

### Miss Brasil Global
Envia as candidatas brasileiras ao Miss Global:
| Ano     | Representantes    | Origem         | Classificação          | Ref.   |
| ------- | ----------------- | -------------- | ---------------------- | ------ |
| 2013    | Naiane Nunes      | Santa Catarina | Semifinalista (Top 10) | [ 15 ] |
| 2014    | —                 | —              | —                      | —      |
| 2015    | —                 | —              | —                      | —      |
| 2016    | Mikaela Katrina a | Estados Unidos |                        | [ 16 ] |
| 2017    | Bárbara Vitorelli | Paraná         | MISS GLOBAL            | [ 17 ] |
| 2018    | Juliana Soares    | Amazonas       | Semifinalista (Top 10) | —      |
| 2019    | Adrielle Pieve    | Minas Gerais   | 3° Lugar               | —      |
| 2021/22 | Natália Gurgel    | Ceará          | 5° Lugar               | —      |
| 2023/24 | Marcela Araki     | São Paulo      | Semifinalista (Top 20) | —      |
| 2024/25 | Anna Martins      | Mato Grosso    |                        | —      |

#### Nota
a. ↑  Mikaela Katrina é nascida em Beverly Hills e reside lá. Tem origem brasileira e norueguesa.
a. ↑  Bárbara Vitorelli é nascida na Argentina e vive no Paraná desde os 6 anos de idade. 
1. A Casting Misses encerrou o ciclo com o Miss Global no ano de 2025.

### Miss Brasil Asia Pacific
As representantes brasileiras ao Miss Asia Pacific International:
| Ano  | Representantes      | Estado            | Classificação | Ref. |
| ---- | ------------------- | ----------------- | ------------- | ---- |
| 2005 | Natália Araújo      | Pernambuco        |               |      |
| 2017 | Francielly Ouriques | Santa Catarina    | Vencedora     |      |
| 2018 | Gabi Palma          | Rio Grande do Sul | 2º. Lugar     |      |
| 2019 | Carolina Schüler    | Santa Catarina    | 4º lugar      |      |
| 2025 | Isabela Fernandes   | Minas Gerais      | TBA           |      |

1. A Casting Misses adiquiriu a franquia do Miss Asia Pacific International em dezembro de 2024